# لوري هالس أندرسون
لوري هالس أندرسون (بالإنجليزية: Laurie Halse Anderson)‏ (23 أكتوبر 1961 في الولايات المتحدة)؛ كاتِبة مُتخصِّصة في أدب الأطفال، سيناريست وروائية أمريكية. درست في جامعة جورجتاون.

## روابط خارجية
- لوري هالس أندرسون على موقع IMDb (الإنجليزية)
- لوري هالس أندرسون على موقع أول موفي (الإنجليزية)
- لوري هالس أندرسون على موقع كينوبويسك (الروسية)